# Dresdner Nachrichten
Die Dresdner Nachrichten waren eine von 1856 bis 1943 erscheinende Tageszeitung in Dresden.

## Geschichte
Am 1. Oktober 1856 erschien die erste Ausgabe der Dresdner Nachrichten, die der Verleger Julius Reichardt im Verlag Liepsch & Reichardt herausgab. Sie war konservativ und national ausgerichtet und berichtete über Politik, Lokalgeschehen und Geschäftsleben und hatte einen umfangreichen Anzeigenteil. Die Zeitung erschien zunächst einmal täglich, ab etwa 1900 dann morgens und abends.
1921 übernahm der Prokurist Fritz Schettler die Leitung und zusammen mit seinem Bruder Paul Schettler auch den Verlag.
Der Philologe Victor Klemperer las die Dresdner Nachrichten 1935 für einige Zeit und nahm in seinem Werk LTI häufig kritischen Bezug auf deren Ausdrucksweisen. Zu den Journalisten der Dresdner Nachrichten gehörten bis 1914 der Schriftsteller Paul Hermann Hartwig und bis 1937 der Jurist und Schriftsteller Christoph von Imhoff.
Am 14. März 1943 erschien die letzte Ausgabe der Dresdner Nachrichten (wie auch des Dresdner Anzeigers und der Dresdner Neuesten Nachrichten). Die Dresdner Nachrichten wurden mit der NS-Tageszeitung  Der Freiheitskampf zusammengelegt.